# 南和行
南 和行（みなみ かずゆき、1976年（昭和51年）10月12日 - ）は、日本の弁護士。京都大学農学部卒業。大阪市立大学法科大学院修了。大阪府大阪市出身。

## 経歴
大阪府大阪市生まれ。大阪府立天王寺高等学校、京都大学農学部卒業。大学卒業後は、弁護士になることを目指し、ともに大阪市立大学のロースクールに入学。2008年に司法試験に合格。
2011年4月に同性のパートナーと結婚式を挙げる。2013年、大阪市南森町で「なんもり法律事務所」を開設。現在は松竹芸能に所属し、関西を中心としたメディアに出演している

## 出演

### 映画
- 愛と法（2018年9月29日、戸田ひかる監督） - 第30回東京国際映画祭日本映画スプラッシュ部門作品賞。

## 著書
- 『同性婚　私たち弁護士夫夫（ふうふ）です』（2015年7月2日、祥伝社）
- 『僕たちのカラフルな毎日 -弁護士夫夫の波瀾万丈奮闘記-』（2016年4月28日、吉田昌史と共著、産業編集センター）
- 『夫婦をやめたい 離婚する妻、離婚はしない妻』（2021年6月25日、集英社）